# Алексєєвський район (Самарська область)
Алексєєвський район (рос. Алексеевский район) — адміністративно-територіальна одиниця (район) та муніципальне утворення (муніципальний район) у південно-східній частині Самарської області Росії.
Адміністративний центр — село Алексєєвка.

## Історія
Район утворений у 1928 році.

## Населення
| 2002    | 2008    | 2010    | 2011    | 2012    | 2013    | 2014    |
| ------- | ------- | ------- | ------- | ------- | ------- | ------- |
| 13 114  | ↘12 227 | ↗12 274 | ↘12 202 | ↘11 988 | ↘11 783 | ↘11 676 |
| 2015    | 2016    | 2017    | 2018    | 2019    | 2020    | 2021    |
| ↘11 623 | ↘11 608 | ↗11 728 | ↗11 799 | ↘11 626 | ↘11 457 | ↘10 851 |